# El día de los enamorados
El día de los enamorados es una película española de 1959 dirigida por Fernando Palacios. Rodada siguiendo la estela de Las chicas de la Cruz Roja, la concepción básica de ambas es idéntica: cuatro parejas que se enfrentan con problemas y consiguen superarlos en el escenario del Madrid de finales de la década de 1950. Contó con casi idéntico equipo artístico y técnico: desde los guionistas al plantel de protagonistas (excepto Luz Márquez, reemplazada por María Mahor), fotografía o la música de Augusto Algueró, interpretado por Monna Bell. El director, Fernando Palacios, fue ayudante de dirección en Las chicas de la Cruz Roja.
La película tuvo una secuela, Vuelve San Valentín, rodada en 1962. Con una crítica no tan favorable comparada con su predecesora.

## Argumento[7]
Para solucionar todos y cada uno de los problemas relacionados con el amor, una vez al año, el día de su santo, San Valentín (interpretado por Jorge Rigaud), baja a la Tierra para ayudar a las parejas con problemas. Es el caso de cuatro parejas que se verán afectadas de forma positiva por su intervención. Antonio (Antonio Casal), trabaja en una zapatería y es un fanático del fútbol, lo que disgusta a su novia Conchita (Conchita Velasco) porque este parece anteponer su pasión por el fútbol a la relación amorosa. 
Tampoco marcha bien la relación de Luisa (María Mahor), una romántica que ha sacrificado sus sueños por su novio Manolo (Tony Leblanc), un conductor de autobús de la EMT, que sólo ve la parte práctica de la vida.
Por otro lado, Atenea (Katia Loritz), locutora de televisión está enamorada de Luis, su compañero de trabajo que no se da cuenta de nada, y María José (Mabel Karr), millonaria, guapa e inteligente que aspira a encontrar el amor verdadero a pesar de que sus pretendientes sólo buscan su dinero.

## Reparto
| Intérprete                 | Personaje                          |
| -------------------------- | ---------------------------------- |
| Tony Leblanc               | Manolo                             |
| Concha Velasco             | Conchita                           |
| Jorge Rigaud               | San Valentín                       |
| Katia Loritz               | Atenea                             |
| Ángel Aranda               | Emilio                             |
| Mabel Karr                 | María José                         |
| Manuel Monroy              | Luis Martín                        |
| María Mahor                | Luisa                              |
| Antonio Casal              | Antonio                            |
| Antonio Riquelme           | Damián                             |
| Pedro Porcel               | Padre de María José                |
| Ángel Ter                  | El Lirio                           |
| José Orjas                 | Inspector de la EMT                |
| Sergio Orta                | Director TV                        |
| Manolo Gómez Bur           | Mariano                            |
| Francisco Bernal           | Evaristo                           |
| Enrique Ávila              | Marcial 'El Tartera'               |
| José Vilar                 | Tony                               |
| Luis Sánchez Polack        | Secundino                          |
| Joaquín Portillo 'Top'     | Eleuterio                          |
| Erasmo Pascual             | Vigilante de la EMT                |
| Manuel Arbó                | Cliente Manicura                   |
| José Calvo                 | Nica                               |
| Manuel Zarzo               | Caradura                           |
| Celia Foster               | Amiga rubia de Tony                |
| Santiago Ontañón           | Jugador de Golf                    |
| Charito Maldonado          | Amiga morena de Tony               |
| Juan Cazalilla             | Joyero                             |
| Luis Barbero               | Encargado en la Tienda de Deportes |
| Mario Morales              | Camarero del chiringuito           |
| José Riesgo                | Decorador Escaparate               |
| Carlos Romero Marchent     | Botones                            |
| Ángel Álvarez              | Cliente en Tienda de Deportes      |
| Francisco Camoiras         | Ascensorista Galerías Preciados    |
| María Vico                 | Madre en juguetería                |
| Alfonso de la Vega         | Cliente musculoso                  |
| José María Tasso           | Pepe                               |
| Joaquín Muñoz              |                                    |
| José Luis Rodríguez        | Niño                               |
| Paul Piaget                | Repartidor                         |
| Rafael Vázquez             |                                    |
| Luisa Hernán               | Chica que ayuda a Luis 1           |
| Lola García                |                                    |
| Maique Bermejo             |                                    |
| Rafael Hernández           | Taxista                            |
| Pedro Rodríguez de Quevedo | Director Canal 5C                  |
| Fernando Sánchez Polack    | Chófer de María José               |